# Rémy Trudel
Pour les articles homonymes, voir Trudel.
Rémy Trudel, né le 20 avril 1948 à Sainte-Thècle, est un homme politique québécois. Il fut député du Parti québécois de la circonscription de Rouyn-Noranda—Témiscamingue de 1989 à 2003, d'abord adjoint parlementaire du premier ministre Jacques Parizeau et ensuite ministre dans le gouvernement Bouchard et le gouvernement Landry.
Titulaire d'un baccalauréat et d'une maîtrise en sciences de l'éducation de l'Université du Québec à Trois-Rivières, il obtient un doctorat (Ph.D) en administration scolaire de l'Université d'Ottawa en 1979. Il a été fondateur de l'Université du Québec en Abitibi-Témiscamingue en 1983 et en a été le premier recteur jusqu'en 1988. Il est aujourd'hui professeur invité à l'École nationale d'administration publique.

## Biographie

### Études et carrière universitaire
Rémy Trudel étudie la pédagogie (baccalauréat) à l’Université Laval à la fin des années 1960 avant de poursuivre avec un baccalauréat (1972) et une maîtrise (1974) en sciences de l’éducation de l’Université du Québec à Trois-Rivières. Il obtient un doctorat (Ph. D.) en administration scolaire à l’Université d’Ottawa en 1979.
Après quelques années comme professeur, puis directeur de département, il devient directeur général, de 1980 et 1981, de la future Université du Québec en Abitibi-Témiscamingue (UQAT). En effet, après avoir été une composante de l’Université du Québec à Trois-Rivières (UQTR), elle est rattachée au siège social de l’Université du Québec et, finalement, est de nouveau une composante à l’Université du Québec à Hull (aujourd’hui UQO), le premier ministre de l’époque, René Lévesque, confie le mandat à Rémy Trudel de fonder l’UQAT. Lorsque cette dernière acquiert son indépendance en 1983, il en devient le premier recteur, poste qu’il conserva jusqu’en 1988. À cet égard, il a été membre de L’Assemblée des gouverneurs du réseau de l’Université du Québec de 1983 à 1989.

### Début de la vie politique
Rémy Trudel s'implique dans un grand nombre d'organisations et de causes durant les années 1970 et 1980. Il commence toutefois son implication politique comme conseiller municipal de la municipalité de Saint-Guillaume-de-Granada de 1983 à 1988.
Il se présente par la suite comme candidat du Nouveau parti démocratique (NPD) du Canada dans Témiscamingue à l'élection fédérale de 1988. Il devient aussi chef adjoint du Nouveau parti démocratique du Québec aux côtés de Ed Broadbent. Il est l'un des sept candidats néo-démocrates à terminer deuxième au Québec lors de cette élection.

### Député et ministre

#### 34elégislature(1989-1994)
À l'élection générale québécoise de 1989, le 25 septembre 1989, il bat de justesse (par 66 voix) le libéral Gilles Baril  dans la circonscription de Rouyn-Noranda–Témiscamingue. Il fait alors son entrée à l'Assemblée nationale du Québec comme député du Parti québécois. Il est réélu à deux reprises, à l'occasion des élections générales de 1994 et de 1998.
Au cours de ce premier mandat (1989-1994) de député, Jacques Parizeau lui confie le rôle de porte-parole de l'Opposition officielle pour la Santé et les services sociaux et la Famille dans son Cabinet fantôme.

#### 35elégislature(1994-1998)
En 1994, Rémy Trudel est réélu et le Parti québécois forme un gouvernement majoritaire dont Jacques Parizeau devient le Premier ministre. Ce dernier le nomme alors adjoint parlementaire. Consécutivement à la démission de Jacques Parizeau, lors de la nomination de Lucien Bouchard comme Premier ministre, il fait son entrée au conseil des ministres le 29 janvier 1996. Bouchard lui confie le ministère des Affaires municipales, poste qu'il occupe jusqu'à la fin de la législature.

#### 36elégislature(1998-2001)
À la suite de l'élection générale de 1998, le Parti québécois revient au pouvoir et Lucien Bouchard forme de nouveau le gouvernement dans lequel il confie à Rémy Trudel le ministère de l'Agriculture des Pêcheries et de l'Alimentation. Lucien Bouchard démissionne toutefois de son poste en mars 2001 et Bernard Landry devient dès lors le nouveau chef du Parti québécois et Premier ministre. Lors de la formation du nouveau gouvernement, il fait prendre du galon à Rémy Trudel, y compris dans l'ordre protocolaire. Il est ainsi nommé ministre de la Santé et des Services sociaux. Au début de l'année 2002, il est ensuite nommé ministre d'État à la Population, aux Régions et aux Affaires autochtones, ministre des Régions, ministre responsable du Développement du Nord québécois et ministre responsable des Affaires autochtones, ainsi que ministre des Relations avec les citoyens et de l'Immigration et ministre responsable de la Politique de la natalité.
Le 14 avril 2003, à l'occasion de l'élection générale québécoise, Rémy Trudel est défait par le candidat libéral Daniel Bernard, par 674 voix.

### Après la politique
En 2005, Rémy Trudel retourne à sa précédente carrière universitaire en devenant professeur invité à l'École nationale d'administration publique (ENAP) du réseau de l'Université du Québec (UQ). Il est en poste à Montréal. Depuis 2008, il préside également  une ONG internationale, la COLUFRAS, la Conférence luso-francophone de la santé (27 pays), un réseau d'échanges et de communications dans le domaine de la santé entre des pays francophones (Québec, France, Mauritanie, etc.) et lusophones (Brésil, Portugal, Cap-Vert, etc.).
Il collabore régulièrement comme analyste dans divers médias, en particulier pour le groupe public Radio-Canada, où il intervient tous les jours dans l'émission de débat Le Club des Ex à Ici RDI.

### Recherches et publications
- 1988 : Québec (Province). Conseil des affaires sociales, Deux Québec dans un. Rapport sur le développement social et démographique, Boucherville, G. Morin, 1989, 124 p.
- 2011 : Trudel, Rémy, « Les organismes centraux dans la gouverne des États de droit », dans Michaud, Nelson, Secrets d'États? Les principes qui guident l’administration publique et ses enjeux contemporains, Québec, Presses de l'Université du Québec, 2011 (ISBN 978-2-7637-8704-6)
- 2014 : Trudel, Rémy et Michelot, Florent, Pour une approche culturelle en santé, Montréal, COLUFRAS, 2014 (ISBN 978-2-924415-00-9)

### Autres recherches et publications
- (1997) Politique de consolidation des communautés municipales au Québec, Ministère des Affaires municipales. Gouv. du Québec
- 1re politique du sport et du loisir au Québec, Ministère des affaires municipales, du sport, des loisirs et du plein air, Gouv. du  Québec.
- (1998)  Une nouvelle politique d’habitation pour le Québec, Ministères des affaires municipales et de l’habitation, Gouv. du  Québec.
- (1999)  1re politique nationale du Québec en pêches et aquaculture, Ministère de l’agriculture, des  pêcheries et de l’alimentation, Gouv. du Québec.
- (2000)  La Financière agricole du Québec, une nouvelle entreprise financière pour le monde agricole et des pêches au Québec, MAPAQ, Gouv. du Québec.
- (2001)  Une nouvelle loi pour la santé publique au Québec, Ministère de la santé et des services sociaux, Gouv. du Québec.
- (2002)  Le Rendez-vous national des régions du Québec, document de consultation, Ministère des régions, Gouv. du Québec.
- (2002)  Une politique de la population pour le Québec, principes, orientation et axes, Ministre d’état à la population, Gouv. du Québec.
- (2002)  Une nouvelle approche pour les immigrants investisseurs au Québec, Ministère de l’immigration et des relations avec les citoyens.
- (2002)  Projet d’entente avec la nation Innu du Québec, Ministre des affaires autochtones.

## Distinctions
- Commandeur d'office de l'Ordre national du mérite agricole (1999)